# Агинский Бурятский автономный округ
Аги́нский Буря́тский автоно́мный о́круг (АБАО, бур. Агын Буряадай автономито тойрог) — бывший субъект РСФСР и Российской Федерации, упразднённый 1 марта 2008 года и объединённый с Читинской областью в новый субъект Российской Федерации — Забайкальский край. Территория бывшего автономного округа была преобразована в административно-территориальную единицу с особым статусом — Агинский Бурятский округ в составе Забайкальского края.
Окружным центром являлся посёлок городского типа Агинское.
Площадь — 19 592 км². Население на 2008 год составляло 76 383 человека.
Последний глава администрации АБАО — Баир Жамсуев.

## География
Агинский Бурятский автономный округ был расположен в Восточной Сибири, на юго-востоке Забайкалья. Площадь территории — 19.592 км². Территория округа расположена в пределах низко-среднегорного рельефа, в междуречье Онона и Ингоды; наивысшей точкой на территории, которую занимал автономный округ, является гора Алханай (1663 м).

## История

### Ранняя история и образование автономии
История округа с XVII века связана с Россией. В 1648 году агинские буряты приняли российское подданство — с этого времени началось интенсивное заселение региона русскими, главным образом казаками Забайкальского казачьего войска. В годы гражданской войны территория округа стала ареной ожесточённых боёв.
27 апреля 1921 года в составе Дальневосточной республики была создана Бурят-Монгольская автономная область, самым восточным аймаком которого стал Агинский. 30 мая 1923 года Бурят-Монгольская и Монголо-Бурятская (РСФСР) автономные области были объединены в Бурят-Монгольскую АССР.
В годы коллективизации местные жители, которые традиционно вели кочевой образ жизни, перешли на оседлый. 26 сентября 1937 года постановлением ЦИК СССР из Агинского и Улан-Ононского аймаков Бурят-Монгольской АССР был образован Агинский Бурят-Монгольский национальный округ в составе Читинской области.
В годы Великой Отечественной войны почти всё мужское население округа сражалось на фронте. Выходцами Агинского округа являлись Герои Советского Союза Базар Ринчино и Александр Парадович, командир партизанского отряда Герой России Бадма Жабон, снайперы Тогон Санжиев и Семён Номоконов. Округ отправил на фронт более 18,5 тысяч лошадей, 34,5 тысячи голов крупного рогатого скота, свыше 169 тысяч овец и коз, много шерсти, молока и другой сельскохозяйственной продукции. На средства трудящихся округа была сформирована танковая колонна «Агинский колхозник», принявшая участие в войне.
16 сентября 1958 года, после замены этнонима «бурят-монголы» на «буряты», округ переименован в Агинский Бурятский национальный округ. С 7 октября 1977 года — Агинский Бурятский автономный округ. С 31 марта 1992 года являлся самостоятельным субъектом Российской Федерации. В 2008 году был объединён с Читинской областью в Забайкальский край.

### Упраздение АБАО, образование Забайкальского края
По инициативе Государственной Думы РФ было предложено главам регионов провести предварительную работу по объединению Читинской области и Агинского Бурятского автономного округа. Она была начата на уровне властей регионов в апреле 2006 года. «Глава администрации округа Баир Жамсуев, губернатор области Равиль Гениатулин, главы региональных парламентов Даши Дугаров и Анатолий Романов обратились с письмом к Президенту России Владимиру Путину и 17 ноября 2006 года он поддержал эту инициативу» — так говорится в официальных источниках.
Референдум об объединении состоялся 11 марта 2007 года.
В Агинском Бурятском автономном округе за объединение высказались 94 % (38 814 избирателей), против — 5,16 % (2129 избирателей). В референдуме приняли участие 82,95 % избирателей округа.
В Читинской области за объединение высказались 90,29 % (535 045 избирателей), против — 8,89 % (52 698 избирателей). В референдуме приняли участие 72,82 % избирателей области.
23 июля 2007 года Президент России Владимир Путин подписал федеральный конституционный закон «Об образовании в составе Российской Федерации нового субъекта Российской Федерации в результате объединения Читинской области и Агинского Бурятского автономного округа», принятый Государственной думой 5 июля 2007 года и одобренный Советом Федерации 11 июля 2007 года.

## Политическое устройство
Агинский Бурятский автономный округ являлся равноправным субъектом Российской Федерации на основании ст. 65 Конституции Российской Федерации в редакциях, действовавших в то время.
Устав Агинского Бурятского автономного округа был принят законом Агинского Бурятского автономного округа № 291-ЗАО от 1 ноября 2002 года.
Высшим должностным лицом являлся Глава Администрации Агинского Бурятского автономного округа — член Государственного Совета РФ.
Законодательной властью обладала Агинская Бурятская окружная Дума, в состав которой входили 15 депутатов, избираемых на пятилетний срок.
Округ, как самостоятельный субъект Российской Федерации, в Государственной Думе ФС РФ представлял депутат, избираемый жителями округа на четыре года. В Совете Федерации ФС РФ от округа было два представителя, утверждаемых Главой Администрации и окружной Думой.

## Административное деление
С 2006 года в автономном округе три муниципальных района, в которые входят четыре городских и 35 сельских поселения. Административный центр автономного округа, а также Агинского района, пгт. Агинское.
Агинский район
- пгт. Агинское: районный центр, население 11 717 чел.
- пгт. Новоорловск: население 2859 чел.
- пгт. Орловский: население 2348 чел.
- Население прочих населённых пунктов района 12 587 чел.

Всего население 29 511 чел. (2002), 32 104 чел. (2007).
Дульдургинский район
- село Дульдурга: районный центр, население 6382 чел.
- Население прочих населённых пунктов района 8934 чел.

Всего население 15 316 чел. (2002), 15 936 чел. (2007).
Могойтуйский район
- пгт. Могойтуй: районный центр, население 8586 чел.
- Население прочих населённых пунктов района 18 800 чел.

Всего население 27 386 чел. (2002), 28 343 чел. (2007).

## Население
Коренное население округа — буряты. Доля их в национальном составе достигает 62 %. Также проживают в округе русские (35 %), эвенки (0,2 %), украинцы, татары, башкиры и представители других национальностей.
По данным переписи 1989 года численность населения округа равнялась 77,2 тысячам человек, в 1996 году достигла 79 тыс. человек. По данным переписи населения 2002 года население округа составило 72,2 тыс. чел. В 2007 году население округа составило 76,4 тыс. чел.
| 1939    | 1959    | 1970    | 1979    | 1989    | 1990    | 1991    | 1992    | 1993    |
| ------- | ------- | ------- | ------- | ------- | ------- | ------- | ------- | ------- |
| 36 910  | ↗49 109 | ↗65 768 | ↗69 269 | ↗77 032 | ↘70 286 | ↗70 765 | ↗71 947 | ↗73 035 |
| 1994    | 1995    | 1996    | 1997    | 1998    | 1999    | 2000    | 2001    | 2002    |
| ↗73 309 | ↘72 739 | ↘71 932 | ↘70 875 | ↗71 041 | ↗71 325 | ↘71 307 | ↘71 162 | ↗72 213 |
| 2003    | 2004    | 2005    | 2006    | 2007    | 2008    |         |         |         |
| ↗72 263 | ↗72 733 | ↗73 485 | ↗74 232 | ↗75 106 | ↗76 383 |         |         |         |

Национальный состав населения:
| Народ    | 1959   | 1970   | 1979   | 1989   | 2002   |
| -------- | ------ | ------ | ------ | ------ | ------ |
| буряты   | 47,6 % | 50,4 % | 52,0 % | 54,9 % | 62,5 % |
| русские  | 48,6 % | 44,0 % | 42,1 % | 40,8 % | 35,1 % |
| татары   | …      | 1,6 %  | 1,2 %  | …      | …      |
| украинцы | …      | 1,2 %  | 1,2 %  | …      | …      |
| калмыки  | 1,1 %  | …      | …      | …      | …      |

## Известные люди

### В округе родились
- Бадмажабэ, Намсарай Бадмажапович (1907—1963) — советский государственный и партийный деятель, председатель исполнительного комитета Агинского Бурятского окружного Совета
- Линховоин, Лхасаран Лодонович (1924—1980) — оперный певец, народный артист СССР (1959)
- Пурбуев, Дашидондок Цыденович (1931—2014) — старший чабан колхоза имени Ленина Агинского Бурятского автономного округа, Герой Социалистического Труда (1990)
- Рабданов, Буда Рабданович (1853—1923) — бурятский просветитель, русский журналист, этнограф-востоковед, дипломат
- Тумунов, Жамсо Тумунович (1916—1955) — бурятский советский писатель, драматург. Писал поэзию и прозу на бурятском языке
- Цыбиков, Гомбожаб Цэбекович (1873—1930) — видный учёный, культурный и общественно-политический деятель бурят-монгольского народа периода революций в России. Путешественник-исследователь, этнограф, востоковед (тибетолог и монголист), буддолог, государственный деятель (член Бурнацкома) и деятель в системе образования Российской Империи, Дальневосточной Республики, СССР и МНР; переводчик, профессор ряда университетов
- Цыденжапов, Алдар Баторович (1991—2010) — Герой Российской Федерации (16.11.2010, посмертно)